# Pseudoctenochira
Pseudoctenochira is een geslacht van kevers uit de familie bladkevers (Chrysomelidae).
De wetenschappelijke naam van het geslacht werd in 1926 gepubliceerd door Spaeth.

## Soorten
- Pseudoctenochira octolineata Spaeth, 1926